# Park Bo-ram
Park Bo-ram (tiếng Hàn: 박보람; 1 tháng 3 năm 1994 – 11 tháng 4 năm 2024) là một  nữ ca sĩ người Hàn Quốc. Cô đã tham gia chương trình Superstar K2 của Mnet và đứng ở vị trí thứ 8. Park ra mắt lần đầu tiên với đĩa đơn kỹ thuật số "Beautiful" hợp tác với Zico vào ngày 7 tháng 8 năm 2014. Năm đó, cô giành giải Nghệ sĩ của năm vào tháng 8 tại Gaon Chart K-Pop Awards và được đề cử cho Nghệ sĩ mới xuất sắc nhất tại Mnet Asian Music Awards, Golden Disc Awards và Giải thưởng Âm nhạc Melon. Cô qua đời ở tuổi 30 do ngộ độc rượu cấp sau khi gục ngã tại nhà bạn mình.

## Đầu đời
Park sinh ngày 1 tháng 3 năm 1994 tại Chuncheon, Hàn Quốc. Cô có một anh trai và một em trai. Năm 2010, cha của cô qua đời vì bệnh xơ gan, sau đó là mẹ của cô vào ngày 3 tháng 10 năm 2017 do bệnh tật.

## Đời tư
Park từng hẹn hò với ca sĩ kiêm diễn viên Seo In-guk từ năm 2016 đến năm 2018.

## Qua đời
Vào ngày 11 tháng 4 năm 2024, Park được phát hiện đã trong tình trạng suy sụp và ngừng tim tại nhà bạn cô ở Seoul. Sở cảnh sát Namyangju đã đệ biên bản báo cáo sự cố vào ngày 12 tháng 4 cho biết rằng Park đã có mặt tại một buổi tụ tập riêng với hai người bạn khác vào tối ngày 11 tháng 4. Cô cáo lỗi và đi vào phòng vệ sinh vào khoảng 21 giờ 55 giờ chiều và đã không quay trở lại trong một thời gian dài. Bạn bè của Park "tìm thấy cô nằm gục trên bồn rửa và bất tỉnh."
Cảnh sát Hàn Quốc phát hiện thêm Bo-ram và hai người bạn cùng nhau uống một chai rượu soju tại một nhà ở Namyangju. Họ đã thực hiện CPR cho đến khi xe cấp cứu đến, nhưng cô được thông báo là đã qua đời tại Bệnh viện Hanyang University Guri lúc 23 giờ 17 phút. Nguyên nhân cái chết vẫn chưa được biết và đang được điều tra tại thời điểm báo cáo.
Theo Xanadu Entertainment, một cuộc khám nghiệm tử thi được thực hiện vào ngày 15 tháng 4 cho thấy các dấu hiệu tiêu cực của vụ giết người hoặc tự sát. Vào ngày 23 tháng 5, báo cáo khám nghiệm tử thi xác định rằng cái chết của cô là do ngộ độc rượu cấp tính, xác nhận báo cáo của cảnh sát về tình trạng bệnh gan tiềm ẩn của cô.
Lễ tang đã được tổ chức tại Phòng 21 của Trung tâm Y tế Asan, sau đó là lễ đưa tang vào lúc 6 giờ ngày 17 tháng 4 năm 2024 (KST). Em trai của Bo-ram cầm di ảnh chân dung của cô, trong khi Roy Kim dẫn đầu những người đưa tang. Huh Gak và Kang Seung-yoon đến từ "Superstar K", Park Jae-jung, Giant Pink, Heo Young-ji và Go Eun-ah của nhóm nhạc nữ  Kara, Seo Hye-lin và Kim của nhóm nhạc nữ EXID cùng nhau đến để tưởng nhớ. Lễ an táng diễn ra tại Khu tưởng niệm Seoul và Khu tưởng niệm Dongsan, thành phố Chuncheon, tỉnh Gangwon, Hàn Quốc.